# Achille Coser
Achille Coser (Gazzaniga, 14 luglio 1982) è un ex calciatore italiano, di ruolo portiere.

## Carriera
Cresciuto nell'AlbinoLeffe, nel 2001 viene ceduto alla Bergamasca che gioca nel campionato di Serie D. Tornato all'AlbinoLeffe, il 9 marzo 2003 debutta tra i professionisti in Serie C1 nella sfida contro l'Arezzo vinta per 1-0 e contribuisce con 3 presenze alla promozione dei seriani in Serie B.
La stagione successiva viene ceduto in prestito alla Biellese in Serie C2 dove gioca 32 partite. Nel 2004 fa ritorno all'AlbinoLeffe in Serie B debuttando tra i cadetti il 13 marzo 2005 nella sfida contro il Bari persa per 1-0. Rimane con i seriani per tre stagioni, dopodiché viene ceduto in prestito al Pergocrema in Serie C2, dove perde la finale play-off con il Lecco.
Ritornato dal prestito, gioca altre tre stagioni con l'AlbinoLeffe prima di svincolarsi e accasarsi alla Pro Belvedere Vercelli.
Il 19 agosto 2010 passa all'Ascoli in Serie B firmando un contratto per due stagioni. Il 15 luglio 2011 approda in Serie A con il Novara. Debutta in Serie A il 2 maggio 2012 nella partita della 36ª giornata finita 2-2 contro la Fiorentina, che determina l'aritmetica retrocessione in Serie B dei piemontesi dopo un anno dalla promozione.
Il 21 agosto 2012 viene acquistato a titolo definitivo dal Vicenza.
Il 22 agosto 2013 viene effettuato uno scambio di prestiti tra Cesena e Vicenza: in Romagna arriva Coser mentre Nicola Ravaglia farà parte del club veneto.
Nella medesima stagione, con 27 presenze (25 di campionato e 2 di play-off), contribuisce alla quinta storica promozione dei romagnoli in Serie A.
Il 13 agosto 2014 viene tesserato dal Livorno.
Il 20 gennaio 2015 viene acquistato a titolo definitivo dalla Virtus Entella.
Il mese seguente si procura una microfrattura a carico del quinto dito della mano destra che lo tiene lontano fino al 21 marzo quando torna in panchina in Virtus Entella-Catania (2-0). Il 25 giugno seguente passa al Südtirol, con cui firma un contratto biennale.
Il 12 agosto 2016 torna all'AlbinoLeffe.

## Calcioscommesse
In seguito allo scandalo del calcioscommesse, l'8 maggio 2012 viene deferito dalla Procura federale della FIGC.
Il 1º giugno 2012 il procuratore federale Stefano Palazzi richiede per lui tre anni di squalifica. Il 18 giugno viene prosciolto in primo grado.

## Statistiche

### Presenze e reti nei club
| Stagione           | Squadra            | Campionato         | Campionato | Campionato | Coppe nazionali | Coppe nazionali | Coppe nazionali | Coppe continentali | Coppe continentali | Coppe continentali | Altre coppe | Altre coppe | Altre coppe | Totale | Totale | Totale |
| Stagione           | Squadra            | Comp               | Pres       | Reti       | Comp            | Pres            | Reti            | Comp               | Pres               | Reti               | Comp        | Pres        | Reti        | Pres   | Reti   |        |
| ------------------ | ------------------ | ------------------ | ---------- | ---------- | --------------- | --------------- | --------------- | ------------------ | ------------------ | ------------------ | ----------- | ----------- | ----------- | ------ | ------ | ------ |
| 2000-2001          | AlbinoLeffe        | C1                 | 0          | 0          | CI-C            | 0               | 0               | -                  | -                  | -                  | -           | -           | -           | 0      | 0      |        |
| 2001-2002          | Bergamasca         | D                  | 13         | -9         | CI-D            | 0               | 0               | -                  | -                  | -                  | -           | -           | -           | 13     | -9     |        |
| 2002-2003          | AlbinoLeffe        | C1                 | 3          | -4         | CI+CI-C         | 1+0             | 0               | -                  | -                  | -                  | -           | -           | -           | 4      | -4     |        |
| 2003-2004          | Biellese           | C2                 | 32         | -27        | CI-C            | 0               | 0               | -                  | -                  | -                  | -           | -           | -           | 32     | -27    |        |
| 2004-2005          | AlbinoLeffe        | B                  | 7          | -4         | CI              | 0               | 0               | -                  | -                  | -                  | -           | -           | -           | 8      | 0      |        |
| 2005-2006          | AlbinoLeffe        | B                  | 24+2       | -26 + -3.  | CI              | 2               | -3              | -                  | -                  | -                  | -           | -           | -           | 28     | -32    |        |
| 2006-gen. 2007     | AlbinoLeffe        | B                  | 0          | 0          | CI              | 0               | 0               | -                  | -                  | -                  | -           | -           | -           | 0      | 0      |        |
| gen.-giu. 2007     | Pergocrema         | C2                 | 13+4       | -11 + -3   | CI-C            | -               | -               | -                  | -                  | -                  | -           | -           | -           | 17     | -14    |        |
| 2007-2008          | AlbinoLeffe        | B                  | 11         | -20        | CI              | 0               | 0               | -                  | -                  | -                  | -           | -           | -           | 11     | -20    |        |
| 2008-2009          | AlbinoLeffe        | B                  | 15         | -20        | CI              | 0               | 0               | -                  | -                  | -                  | -           | -           | -           | 15     | -20    |        |
| gen.-giu. 2010     | Pro Belvedere      | 2D                 | 12+2       | -9 + -3    | CI-LP           | -               | -               | -                  | -                  | -                  | -           | -           | -           | 14     | -12    |        |
| 2010-2011          | Ascoli             | B                  | 1          | -3         | CI              | 1               | -1              | -                  | -                  | -                  | -           | -           | -           | 2      | -4     |        |
| 2011-2012          | Novara             | A                  | 2          | -2         | CI              | 0               | 0               | -                  | -                  | -                  | -           | -           | -           | 2      | -2     |        |
| 2012-2013          | Vicenza            | B                  | 3          | -7         | CI              | -               | -               | -                  | -                  | -                  | -           | -           | -           | 3      | -7     |        |
| 2013-2014          | Cesena             | B                  | 25+2       | -19 + -2   | CI              | -               | -               | -                  | -                  | -                  | -           | -           | -           | 27     | -21    |        |
| 2014-gen. 2015     | Livorno            | B                  | 0          | 0          | CI              | 0               | 0               | -                  | -                  | -                  | -           | -           | -           | 0      | 0      |        |
| gen.-giu. 2015     | Virtus Entella     | B                  | 0          | 0          | CI              | -               | -               | -                  | -                  | -                  | -           | -           | -           | 0      | 0      |        |
| 2015-2016          | Südtirol           | LP                 | 15         | -14        | CI+CI-LP        | 1+0             | 0               | -                  | -                  | -                  | -           | -           | -           | 16     | -14    |        |
| 2016-2017          | AlbinoLeffe        | LP                 | 8          | -10        | CI-LP           | 1               | 0               | -                  | -                  | -                  | -           | -           | -           | 9      | -10    |        |
| 2017-2018          | AlbinoLeffe        | C                  | 32+2       | -27+ -3    | CI+CI-C         | 0+2             | 0               | -                  | -                  | -                  | -           | -           | -           | 36     | -27    |        |
| 2018-2019          | AlbinoLeffe        | C                  | 24         | -24        | CI + CI-C       | -               | -               | -                  | -                  | -                  | -           | -           | -           | 24     | - 24   |        |
| Totale AlbinoLeffe | Totale AlbinoLeffe | Totale AlbinoLeffe | 124+4      | -135 + -6  |                 | 6               | -3              |                    | -                  | -                  |             | -           | -           | 134    | -144   |        |
| Totale carriera    | Totale carriera    | Totale carriera    | 254        | -251       |                 | 8               | -4              |                    | -                  | -                  |             | -           | -           | 262    | -255   |        |